# Krupp (Washington)
Krupp je gradić u američkoj saveznoj državi Washington. Prema popisu stanovništva iz 2010. u njemu je živjelo 48 stanovnika.